# Aeropuerto de Tonosí
El aeropuerto de Tonosí (identificador de ubicación: PA-0026) es un aeródromo público panameño que sirve al pueblo de Tonosí en la provincia de Los Santos. El aeropuerto está ubicado a un kilómetro al noroeste del pueblo al norte de la carretera a Macaracas.

## Información técnica
El aeródromo tiene una pista de aterrizaje de asfalto que mide 705 metros en longitud. La pista de aterrizaje tiene otros 80 metros adicionales de pista sin pavimentar en su extremo norte. 
El aeródromo está rodeado por campos agrícolas. A unos 5 kilómetros al suroeste del aeródromo hay altos relieves.